# 雲林縣斗南鎮石龜國民小學
雲林縣立石龜國民小學，簡稱石龜國小，創立於1919年4月1日，是中華民國雲林縣斗南鎮一所縣立國民小學。

## 歷史
石龜國小於1919年（大正8年）4月1日成立，2019年4月20、21日辦理100週年校慶活動。

### 學校概況
石龜國小校地面積2.5795公頃，學校位在雲林斗南的石龜溪地區，主要學區包含石龜里、石溪里、靖興里、林子里及新南里。教室數共31間（含辦公室、專科教室、圖書館、電腦教室及健康中心）。

### 學校人數
107學年度（2018年8月至2019年7月）目前的班級數，普通班一年級1班，二年級1班，三年級1班，四年級1班，五年級2班，六年級1班，共7班，本校設有資源學習班1班，學生數126人，教職員工共20人。

### 行政組織
行政處室設校長室、教導處、總務處、人事主計、健康中心。行政組織工作成員計有校長、教導主任、教務組長、訓導組長、總務主任、出納組長、人事管理員(兼主計)、護理師等。

### 學校校名變更
- 1919年4月創立斗南公學校石龜溪分校。
- 1922年4月獨立為石龜溪公學校。
- 1926年2月舉行第一屆畢業典禮。
- 1946年1月改稱為斗南鎮第三國民學校。
- 1947年2月改稱為斗南鎮石龜國民學校。
- 1968年8月改稱為斗南鎮石龜國民小學。[1]

## 台灣光復後歷任校長
- 第23任(現任): 黃致傑（2019.07.01－）
- 第22任: 胡光漢（2019.02.25－2019.06.30）
- 第21任(代理): 高絃崇（2019.01.11－2019.02.23）
- 第20任: 邱清麗（2016.08－2019.01）
- 第19任: 高啟順（2012.08－2016.07）
- 第18任: 陳青達（2011.08－2012.07）
- 第17任: 謝秀滿（2005.08－2011.07）
- 第16任: 蔡佳蓁（2001.08－2005.07）
- 第15任: 林國振（1995.04－2001.07）
- 第14任(代理): 宋明振（1995.02－1995.04）
- 第13任: 李龍騰（1991.08－1995.02）
- 第12任: 李宗興（1979.09－1991.08）
- 第11任: 柯明信（1973.09－1979.09）
- 第10任: 張勝助（1968.10－1973.09）
- 第09任: 薛宗和（1961.12－1968.10）
- 第08任: 沈啟超（1961.09－1967.12）
- 第07任: 陳壽昌（1957.09－1961.09）
- 第06任: 蘇玉清（1954.09－1957.09）
- 第05任: 黃復立（1953.02－1954.09）
- 第04任: 周鏡溶（1949.09－1953.02）
- 第03任: 黃  容（1947.09－1949.09）
- 第02任: 許芳雲（1946.03－1947.09）
- 第01任: 李鴻章（1945.08－1946.03）[1]

## 重要記事
- 108年4月，石龜國小100週年校慶
- 石龜國小95週年校慶社區聯合運動大會暨PU跑道啟用 [4]

2014年4月石龜國小操場PU跑道完工，石龜國小配合校慶特別安排了PU跑道啟用典禮，新建操場跑道採用「透氣式」雙色PU跑道施工，由黃金成建築師設計監造，學校246小朋友，人人精心裝扮、雀躍不已的繞行啟用的PU跑道進場，除提供給學校師生更優質的學習環境外，讓學生有最佳的揮灑空間，也更提供了社區民眾良好的休閒活動場域。
- 凱美捐贈 石龜國小太鼓隊成軍 [5]

大埤鄉豐田工業區內凱美電機公司生產重心逐漸移往海外，附設23年的幼兒園今年(2016年8月)正式走入歷史，職工福員會敦親睦鄰，將太鼓等大批教具資源贈送鄰近的斗南石龜國小，該校立即成立太鼓隊，回報企業職工對社區的愛。

## 外部連結
1. 1 2 3 4  . 石龜國小網站. 縣立石龜國小.   [2017-02-18]. （原始内容存档于2017-02-18）.
2. 1 2 3  . 石龜國小網站. 縣立石龜國小.   [2017-02-18]. （原始内容存档于2020-10-09）.
3. 1 2 3  . 石龜國小網站. 縣立石龜國小.   [2017-02-18]. （原始内容存档于2017-02-18）.
4. 1 2  雲林縣政府新聞參考資料. . 雲林縣政府新聞參考資料. 2014-04-12  [2016-02-18]. （原始内容存档于2017-02-18）.
5. 1 2  許素惠. . 中國時報. 2016-09-23  [2016-02-18]. （原始内容存档于2020-08-07）.
6. ↑  . 石龜國小網站. 縣立石龜國小.   [2017-02-18]. （原始内容存档于2020-10-09）.